# Hugo Neumann (Schriftsteller)

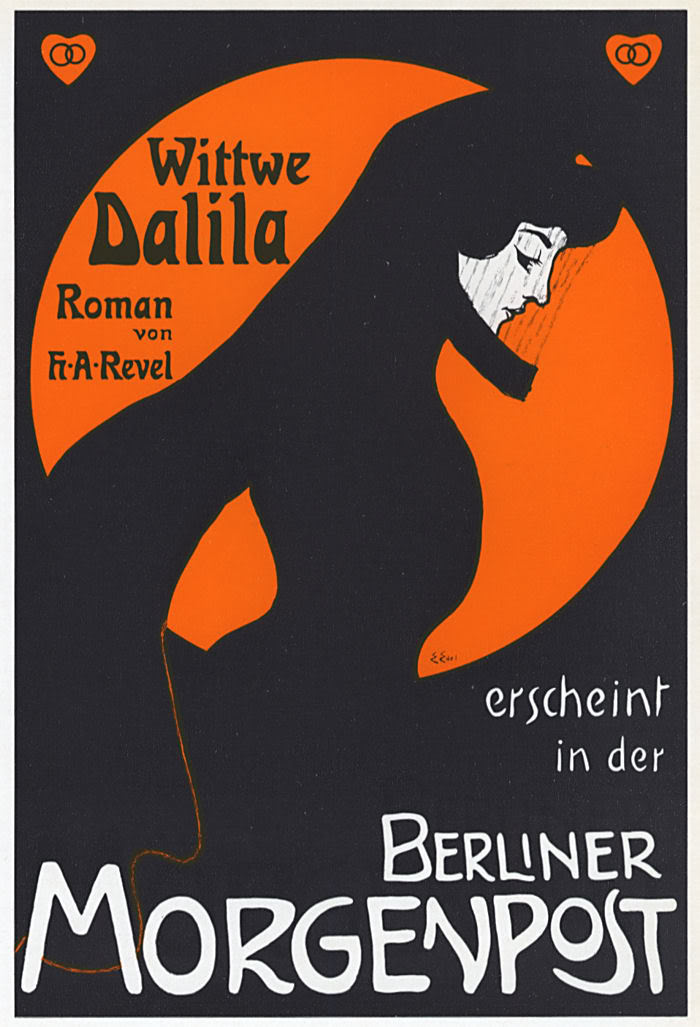
Werbeplakat von Edmund Edel für H. A. Revels neuen Roman in der Berliner Morgenpost (1901)

Hugo Neumann (Pseudonyme: Hugo Alfons Revel, Hugo Alphonse Revel) (* 6. November 1867 in Wien; † unbekannt [nach 1922]) war ein österreichischer Jurist und Schriftsteller.

## Leben und Tätigkeit
Hugo Neumann studierte Rechtswissenschaften in Wien und Göttingen. Er schlug zunächst die Offizierskarriere ein, bevor er 1893 nach Berlin kam, wo er seinen Lebensunterhalt als Gesangslehrer und Schriftsteller verdiente. Unter den Pseudonymen Hugo Alfons Revel und Hugo Alphonse verfasste er Romanen, Novellen, Erzählungen und Dramen.

## Werke
- Thanatos. Mystische Tragödie in 3 Akten. 1901.
- Die rote Laterne. 1904.
- Eine glänzende Partie. 1904.
- Die Waldhexe. 1906.
- Der Dieb. 1907.
- Der Brandstifter. 1908.
- Der Tiger. 1908.
- Witwe Dalila. Kriminalroman. 1915.
- Im Exil. Militärhumoresken. 1916.
- Ein Opfer edler Freundschaft. 1922.
- Das Blumengrab. 1920.